# Меднянка
Меднянката (Hygrophorus russula) е вид ядлива базидиева гъба от семейство Hygrophoraceae. Видът е включен в Червената книга на Република България като уязвим.

## Описание
Шапката е широка и месеста, достигаща до 15 cm в диаметър. Развива се първоначално от полукълбовидна до широко разперена и плоска. В средата е леко вдлъбната, понякога слабо нагъната на вълнички. Кожицата първоначално е гладка и лепкава, по-късно суха, при горещо време е лъскава. На цвят е розова, розово-червена, по средата виненочервена до кафеникава, а по периферията е по-светла с червени петна. Пънчето е късо и дебело, цилиндрично, стеснено в основата, на цвят бяло или белезникаво с червени пръски. Месото е белезникаво, с лек плодов мирис и приятен вкус, понякога слабо нагарчащо. Гъбата има добри вкусови качества, но не бива да се събира, тъй като се среща много рядко.

## Местообитание
Среща се много рядко през юли – октомври. Расте поединично или на малки групи в богати на варовик почви в топли широколистни гори (най-вече дъбови и букови).